# 아메리칸 이코노믹 리뷰
아메리칸 이코노믹 리뷰(American Economic Review)는 미국 경제 협회(American Economic Association)에서 발행하는 월간 동료평가 학술지이다. 1911년에 창간된 이 잡지는 경제학 분야에서 가장 권위 있고 권위 있는 저널 중 하나로 평가된다. 현재 편집장은 다트머스 대학의 경제학 교수인 에르조 FP 러트머(Erzo FP Luttmer)이다. 이 잡지는 피츠버그에 기반을 두고 있다.
2004년에 아메리칸 이코노믹 리뷰는 논문 결과의 "복제를 허용하기에 충분한 데이터 및 코드"를 요구하기 시작했으며, 이는 저널 웹 사이트에 게시된다. 독점 데이터에는 예외가 적용된다.
2017년까지 아메리칸 이코노믹 리뷰의 5월호에는 "Papers and Proceedings"라는 제목으로 그 해 1월 미국 경제 협회(American Economic Association)의 연례 회의에서 발표된 논문이 실렸다. "Papers and Proceedings"에 게재된 논문은 발표 대상으로 선정된 후 공식적인 동료 평가 과정을 거치지 않았다. 2018년부터 연례회의에서 발표된 논문은 매년 5월에 발행되는 별도의 저널인 AEA Papers and Proceedings에 게재되었다.

## 저명한 논문
- 콥-더글러스 생산함수
- 사회에서의 지식의 사용
- 최적통화지역
- 세대 중첩 모형
- 본인-대리인 문제
- 지대추구